# Terre Thaemlitz
Terre Thaemlitz (Minnesota, 1968) è un musicista e attivista statunitense.

## Biografia
Dopo aver lavorato come drag queen e successivamente come disc jockey a New York, iniziò a pubblicare musica a proprio nome nel 1993. Durante la propria carriera, il musicista ha adoperato altri alias quali DJ Sprinkles e K-S.H.E. Parallelamente a quella di musicista, Thaemlitz è stato artefice di piccole iniziative sociopolitiche ed ha promosso un ideale modello sociale che ripudia l'identità sessuale (in conformità con questa idea, egli stesso si definisce un "non essenzialista"). Secondo le sue idee, infatti, essa sarebbe all'origine di problematiche quali la discriminazione. A ottobre 2011 risiedeva a Kawasaki, in Giappone.

## Stile musicale
La musica di Thaemlitz, spesso basata su suoni lenti e campionamenti, presenta influenze che spaziano dall'ambient, alla musica nera, a quella concreta, al "deep listening" di Pauline Oliveros, ed al rumorismo. Secondo le intenzioni del musicista, la sua musica doveva unire le sonorità "accademiche" a quelle "commerciali". Gli album di Thaemlitz presentano spesso, sotto forma di campionamenti, riferimenti alla "nevrosi" della società contemporanea.

## Discografia

### Album solisti
- 1994 – Tranquilizer
- 1995 – Soil
- 1997 – Die Roboter Rubato
- 1997 – Couture Cosmetique
- 1997 – G.R.R.L.
- 1998 – Means From An End
- 1999 – Love For Sale
- 1999 – Replicas Rubato
- 2000 – Fagjazz
- 2000 – Interstices
- 2003 – Oh, No! It's Rubato
- 2003 – Lovebomb
- 2005 – Trans-Sister Radio (pubblicato in edizione limitata)
- 2011 – Routes Not Roots (attribuito a K-S.H.E)
- 2006 – Terre Thaemlitz presents... You? Again?
- 2008 – Midtown 120 Blues (attribuito a DJ Sprinkles)
- 2012 – Soulnessless
- 2013 – Queerifications & Ruins

### Collaborazioni
- 1995 – Web (con Bill Laswell)
- 1998 – Institutional (con Jane Dowe)
- 2004 – Yesterday's Heroes 1979 (con Haco)
- 2008 – Electronics (con gli Zeitkratzer)